# برناردوز

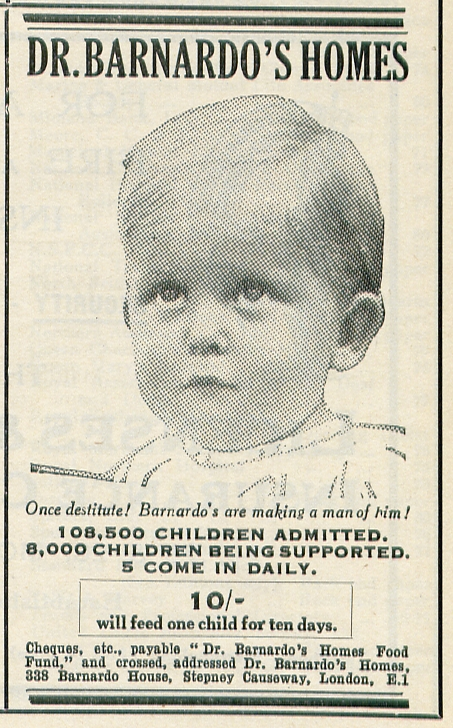
ملصق إعلاني لبرنامج دكتور برناردوز هومز لرعاية الأطفال سنة 1931.

برناردوز (بالإنجليزية: Barnardo's)‏ هي مؤسسة خيرية بريطانية أسسها توماس جون برناردو في عام 1866 ، لرعاية الأطفال الضعفاء. في أواخر القرن العشرين، تورطت في الفضيحة التي تورط فيها أطفال بريطانيون أرسلوا إلى الخارج كعبيد أطفال. اعتبارا من عام 2013 ، جمعت وأنفقت حوالي 200 مليون جنيه إسترليني كل عام تدير حوالي 900 خدمة محلية ، تهدف إلى مساعدة هذه المجموعات نفسها. إنها أكبر مؤسسة خيرية للأطفال في المملكة المتحدة، من حيث النفقات الخيرية. يقع مقرها الرئيسي في باركينغسايد في لندن ريدبريدج.

## الروابط الخارجية
- Barnardo's Official website
- Charity Commission. برناردوز, registered charity no. 216250.
- قالب:Scottish charity
- Intelligent Giving profile of Barnardo's
- Barnardo's Child Sponsorship